# 쓰루미 대학
쓰루미 대학(鶴見大学)은 일본 가나가와현 요코하마시 쓰루미구에 위치한 일본의 사립 대학이다.
1925년에 설립된 쓰루미 여자 고등학교가 1953년에 쓰루미 여자 단기대학이 설립되었고, 1963년에 쓰루미 여자대학으로 인가되었다. 1973년에 쓰루미 대학으로 교명을 변경했으며, 현재는 남녀공학 대학이다.